# Gare d'Akbou
La gare d'Akbou est une gare ferroviaire algérienne située sur le territoire de la commune d'Akbou, dans la wilaya de Béjaïa.

## Situation ferroviaire
La gare d'Akbou est située dans l'est de la ville d'Akbou, sur la ligne de Beni Mansour à Béjaïa, où elle est précédée de la gare d'Allaghan et suivie de celle d'Azib Ben Ali.

## Service des voyageurs

### Desserte
La gare d'Akbou est desservie par les trains régionaux des liaisons Alger - Béjaïa et Beni Mansour - Béjaïa.